# Агнеби
Агнеби́ (фр. Agnébi) — область в Кот-д’Ивуаре.
- Административный центр — город Агбовиль.
- Площадь — 9 234 км², население — 743 559 человек (2010 год).

## География
На востоке граничит с областью Муайен-Комоэ, на юге и западе с областью Лагюн, на севере с областью Нзи-Комоэ.

## Административное деление
Область делится на 4 департамента:
- Адзопе
- Агбовиль
- Акупе (с 2005 года)
- Якассе-Аттобру (с 2008 года)